# 廣儲里
廣儲里，是台灣南部自明鄭時期至清治時期的一個行政區劃，其範圍約為今台南市的永康區東部及新化區中部。
廣儲里為1664年（南明永曆十八年）明鄭時期始設的四坊二十四里之一，其西邊為永康里，西北邊為武定里，北邊及東邊為新化里、感化里，南邊為新豐里、保大里、長興里。
廣儲里後來分拆為廣儲西里、廣儲東里。